# Valle-di-Rostino
Valle-di-Rostino es una comuna y población de Francia, en la región de Córcega, departamento de Alta Córcega.
Su población en el censo de 1999 era de 83 habitantes.